# Килсуич Ингейдж
„Килсуич Ингейдж“ (Killswitch Engage) е метълкор група от град Уестфилд, щата Масачузетс, Съединените американски щати.
Сформирана е през 1999 г. след разпадането на Overcast и Aftershock. Групата има 6 студийни албума и едно DVD.
Най-успешният им запис е The End of Heartache (2004), който достига номер 21 в класацията Билборд 200 и е сертифициран като златен през декември 2007 г. с над 500 000 продажби в Съединените щати. Групата е продала над четири млн. записи в САЩ и е определяна като „основател на метълкора“ и една от най-забележителните групи в новата вълна в американския хевиметъл.

## История

### Ранни години и дебютен албум (1999 – 2001)
След като през 1998 г., групата му Overcast се разпада, басистът Майк Д'Антонио обикаля хардкор и пънк средите в Масачузетс, в търсене на музиканти за нова банда. През 1999 г. Д'Антонио среща Адам Дуткевич и Джоел Строузъл, тогава китаристи на Aftershock. Впоследствие Дуткевич сяда зад барабаните, докато Джоел остава китарист. Триото търси вокалист и случайно попада на Джеси Лийч от Corrin and Nothing Stays Gold. Групата избира името Килсуич Ингейдж, което Д'Антонио предлага след като гледа епизод от Досиетата Х, носещ името „Kill Switch“.
Новосформираната банда има щастието да бъде на турне с In Flames и Shadows Fall и именно това им донася договор с Ferret Records, които са впечатлени от агресивността, която струи от концертните изпълнения на KsE. Започват записи по дебютния едноименен албум на бандата. Той става факт през 2000 г. и чрез него Killswitch впечатляват гигантът Roadrunner Records, с които подписват договор. За записите на втория албум бандата привлича барабанистът на Aftershock – Том Гомес.

### Alive or Just Breathing (2001 – 2004)
През 2002 г. Roadrunner издават „Alive or Just Breathing“, втория диск се приема по-добре, влиза в класацията Billboard Top Heatseekers Chart, a CMJ New Music Report определят записа като „по-пристрастяващ от крек, обсипан с никотин и напоен с шоколад“.
След втория запис, Лийч напуска групата. Бившия вече вокалист на групата изпада в дълбоки депресии, тъй като веднага след сватбата си заминава на турне и е постоянно отделен от съпругата си. По време на тези концерти той сериозно започва да пренебрегва техниката в пеенето си, което предизвиква сериозни проблеми с гласа му. След последния концерт от турнето, праща имейл на останалите от бандата, защото е прекалено разстроен, за да се срещне с тях на живо и обяснява как стоят нещата.Джеси Лийч отива в Seemless, а на негово място в Килсуич Ингейдж идва Хауърд Джоунс от Blood Has Been Shed.
В новия си състав бандата участва на Road Rage Tour в UK И Холандия, заедно с 36 Crazyfists. През 2003 Килсуич Ингейдж участват в саундтрака на Freddy Vs Jason' с песента When Darkness Falls. Същата година свирят и на Ozzfest, след който барабанистът Том Гомес напуска и на негово място идва барабанистът на Blood Has Been Shed – Джъстин Фоули, който свири и в jazz-metal бандата Red Tide. Първата изява с новия барабанист е по време на MTV2 Headbangers Ball Tour.

### The End of Heartache (2004 – 2006)
На 11 май 2004 излиза първия албум на групата с Хауърд като вокалист. Веднага след излизането му в щатите биват продадени 250 000 бройки, а в австралийските класации дебютира направо на 40-о място. Този невероятен успех е последван от турне в Австралия заедно с Anthrax. През втората половина на 2004 г. Килсуич Ингейдж са съпорт на Slayer в щатското Jagermusic турне, освен това бандата свири заедно с From Autumn to Ashes, Eighteen Visions и 36 Crazyfists. Същевременно песента – The End Of Heartache става основния сингъл към филма Resident Evil: Apocalypse, а по-късно е номинирана и за Грами в категорията Най-добро Метъл Изпълнение.
В края на 2004 г. излиза специално издание на „The End of Heartache“, към албума има втори диск, който включва концертни изпълнения на „Fixation Of The Darkness“, „Life To Lifeless“, „My Last Serenade“, 2 бонустрака – „Irrevarsal“ /с Джеси като беквокал/ и „My Life For Yours“ /бонус в първото издание за Япония/.
През лятото на 2005 г. групата отново се качва на сцената в турнето Ozzfest.
На 1 ноември, 2005 г. „Alive or Just Breathing“ е преиздаден по случай 25-годишнината на Roadrunner. Към оригиналния албум има втори диск, който съдържа песните „In The Unblind“, „When The Balance Is Broken“, „Numbered Days (Demo Version)“, „Transfiguration (Demo Version of Fixation on the Darkness)“, „Just Barely Breathing (Demo Version)“, „Fixation On The Darkness (With Howard Jones On Vocals)“ и AOJB Studio Out Takes. Добавени са и клиповете към „My Last Serenade“, „Fixation on the Darkness“ и „Life to Lifeless“.
На 22 ноември 2005 г. Килсуич Ингейдж издават DVD-то (Set This) World Ablaze, в което има запис на концерта на групата в Palladium, Worcester, MA от 25 юли 2005 г. В DVD-то Джеси Лийч казва, че няма лоши чувства между него и групата, защото всички са му простили за начина, по който ги е напуснал.

### As Daylight Dies (2006 – 2007)
По думите на самите Килсуич Ингейдж, работата по новия албум е приключила. По време на концерт в Улвърхямптън те обявяват 21 ноември за дата на излизането му. По-късно в Revolver се появява изказване на Адам, че албумът ще се казва „Petting Zoo“, което обаче е опровергано половин година по-късно /на 23 август/ от MTV.com  – там се появява новината, че новият KsE ще се казва „As Daylight Dies“, което ако не име на албума, то поне със сигурност е песен от него.
На 23 май 2006 г. в албума WWE Wreckless Intent се появи песента – „This Fire Burns“, това е първия нов студиен запис от „The End Of The Heartache“ насам. Песента е първоначално предвидена да представя кечистът Ренди Ортън, но този вариант отпада. Тракът е откриващ за WWE състезателя – СМ Пънк от 2006 до 2011 г.

### Втори едноименен албум (2007 – 2011)
Килсуич Ингейдж влизат в студио през октомври 2008 г., за да започнат работа по следващия си албум. В средата на февруари басиста Майк потвърждава в интервю за Metal Hammer, че „барабаните са завършени“. Той също така заявява, че Хауърд Джоунс е в Атланта за довършителни вокали. От март до май 2009 г., групата е част от Weapon IV фестивал заедно с Lacuna Coil, Chimaira, Suicide Silence и други. На 14 април групата обявява името на албума им – Killswitch Engage. Това е втори едноименен албум. Издаден на 30 юни 2009 г. Дебютира под номер 7 в класацията Билборд 200, отбелязвайки най-високата позиция за албум на групата. През юли и август, Килсуич Ингейдж взимат участие в Mayhem Festival с хедлайнерите Мерилин Менсън, Slayer, Bullet For My Valentine и други. На 18 март 2010 г. оригиналния вокалист Джеси Лийч се завръща в групата за няколко песни.

### Завръщане на Лийч и Disarm the Descent (2011 – 2014)
В интервю с Рон Джеръми, Майк заявява, че групата разработва шести студиен албум.
| “ | В момента всеки индивидуално работи по следващия ни албум. Все още няма дата на излизане, но аз предполагам, че ще бъде в началото на 2012 г. | ” |

На 4 януари 2012 г., бандата съобщава чрез официалния си сайт, че Хауърд Джоунс е напуснал групата след 10 години с тях. В изявлението не е спомената причината за това решение от уважение към Джоунс. Започна търсенето на нов вокалист. През февруари става ясно, че оригиналния вокалист Джеси Лийч се завръща в групата.
На 20 юни 2012 г. демо версия на нова песен, озаглавена „This Is Confrontation“ изтича в Youtube. Не след дълго потребителите са с предупреждения за авторски права и клиповете са изтрити.
Новият албум „Disarm the Descent“ излиза на 1 април 2013 г. в Обединеното кралство. Албумът дебютира на #15 в класациите на Обединеното кралство, и е на #7 в класацията Билборд 200. Първият сингъл „In Due Time“ е излиза на 5 февруари 2013 г. Песента е номинирана за „Най-добро метъл изпълнение“ на наградите Грами за 2014 г., но губи от „God is Dead?“ на Black Sabbath.

## Състав
| Настоящи членове - Адам Дуткевич – китара (2002– ), барабани (1999 – 2002) - Джоел Строузъл – китара (1999– ) - Майк Д'Антонио – бас (1999– ) - Джеси Лийч – вокали (1999 – 2002, 2012– ) - Джъстин Фоули – барабани (2003– ) |  | Предишни членове - Пийт Кортес – китара (2000 – 2001) - Том Гомес – барабани (2002 – 2003) - Хауърд Джоунс – вокали (2002 – 2012) |

## Дискография
| - „Killswitch Engage“ (2000) - „Alive or Just Breathing“ (2002) - „The End of Heartache“ (2004) - „As Daylight Dies“ (2006) - „Killswitch Engage“ (2009) - „Disarm the Descent“ (2013) - „Incarnate“ (2016) - „(Set This) World Ablaze“ (2005) | - „Self Revolution“ (2002) - „My Last Serenade“ (2002) - „The Element of One“ (2003) - „The End of Heartache“ (2004) - „Rose of Sharyn“ (2004) - „A Bid Farewell“ (2005) - „My Curse“ (2006) - „The Arms of Sorrow“ (2007) - „Holy Diver“ (2007) - „Reckoning“ (2009) - „Starting Over“ (2009) - „Take Me Away“ (2009) - „Save Me“ (2010) - „In Due Time“ (2013) - „Always“ (2013) - „Beyond the Flames“ (2013) - „Strength of the Mind“ (2015) - „Hate by Design“ (2016) - „Cut Me Loose“ (2016) |